# Верхне-Лабкомахинский сельсовет
Верхне-Лабкомахинский сельсовет — административно-территориальная единица и муниципальное образование со статусом сельского поселения в Левашинском районе Дагестана Российской Федерации.
Административный центр — село Верхнее Лабкомахи.

## Население
| 2002  | 2010  | 2012  | 2013  | 2014  | 2015  | 2016  |
| ----- | ----- | ----- | ----- | ----- | ----- | ----- |
| 1069  | ↗1106 | ↘1105 | ↘1089 | ↘1072 | ↘1065 | ↘1064 |
| 2017  | 2018  | 2019  | 2020  | 2021  | 2023  | 2024  |
| ↗1075 | ↘1071 | ↘1069 | ↘1062 | ↗1090 | ↘1081 | ↘1079 |
| 2025  |       |       |       |       |       |       |
| ↘1070 |       |       |       |       |       |       |

## Состав
| № | Населённый пункт  | Тип населённого пункта       | Население |
| - | ----------------- | ---------------------------- | --------- |
| 1 | Верхнее Лабкомахи | село, административный центр | ↗816      |
| 2 | Нижнее Лабкомахи  | село                         | ↘274      |